# Velha Igreja Católica na Holanda
A Antiga Igreja Católica dos Países Baixos, às vezes Igreja Jansenista da Holanda, é uma jurisdição católica antiga originária da Arquidiocese de Utrecht (695–1580). A Velha Igreja Católica dos Países Baixos é a igreja mãe da Velha União Católica de Utrecht.

## História
São Willibrord evangelizou as partes do norte dos Países Baixos (acima do Reno), trazendo o catolicismo romano no século VII. As partes meridionais do agora chamado Benelux já foram evangelizadas a partir do século IV, começando com São Servácio, Bispo de Maastricht. Willibrord foi consagrado pelo Papa Sérgio I por volta de 696 em Roma.
Em 1145, o Papa Eugênio III restringiu o eleitorado aos capítulos das cinco igrejas colegiadas da diocese.O Quarto Concílio de Latrão confirmou isso em 1215. Em 1517, o Papa Leão X proibiu, em Debitum pastoralis officii nobis, o Arcebispo-Eleitor de Colônia, Hermann de Wied, como legatus natus, convocar para um tribunal de primeira instância em Colônia, Filipe da Borgonha, seu tesoureiro e seus súditos eclesiásticos e seculares. John Mason Neale explicou que Leão X apenas confirmou um direito da igreja, mas a confirmação de Leão X "foi providencial" em relação ao futuro cisma.
Forçadas a se esconder como resultado da Reforma Protestante, as estruturas diocesanas da Igreja Católica dos Países Baixos foram dissolvidas. A Missão da Holanda começou quando o Papa Clemente VIII erigiu o Vicariato Apostólico de Batávia em 1592.
Os jesuítas acusaram o arcebispo Petrus Codde, vigário apostólico, de jansenismo. O Papa Inocêncio XII nomeou uma comissão de cardeais que iniciou uma investigação sobre Codde, terminando em sua exoneração. Em 1700, Codde foi convocado a Roma e levado perante uma segunda comissão nomeada pelo Papa Clemente XI .Quando Codde recusou o consentimento à Fórmula de Submissão dos Jansenistas, Clemente XI suspendeu Codde em 1701 e nomeou um sucessor, como vigário apostólico.
Embora a arquidiocese histórica tenha sido suprimida em 1580, e seu substituto, o vicariato apostólico, tenha sido erigido em 1592, o capítulo da arquidiocese suprimida providenciou que Luke Fagan, bispo de Meath, ordenasse padres para a arquidiocese suprimida em 1716.
Finalmente, em 1723, o clero holandês insatisfeito elegeu, Cornelius Steenoven como arcebispo da suprimida Arquidiocese de Utrecht. Foi consagrado em 1724 sem mandato papal pelo bispo suspenso Dominique Marie Varlet, que vivia em Amsterdã desde 1721.Tanto Varlet como Steenoven foram suspensos por consagração episcopal ilícita e excomungados por reivindicarem uma sé diocesana de jurisdição sem a permissão do Romano Pontífice. Varlet mais tarde se reconciliou com a Igreja Católica, mas posteriormente consagrou, novamente sem um mandato papal, mais três bispos para a igreja independente Ultrajectine, que mais tarde se tornaria conhecida como "Velha Católica" após 1853. Entre os três bispos estava Petrus Johannes Meindaerts, que consagrou vários outros bispos, tornando-se a fonte da sucessão apostólica para todos os bispos católicos antigos, depois de ter sido consagrado por Varlet em 1739, que não tinha mandato papal.
O vicariato apostólico foi reduzido a uma missão sui iuris pelo Papa Bento XIII em 1727.
Em 1853, sob a hierarquia episcopal restabelecida na Holanda, os católicos foram autorizados a adorar publicamente após dois séculos e meio de culto religioso secreto e privado. Após o restabelecimento da hierarquia episcopal na Holanda em 1853 pelo Papa Pio IX, a Igreja dissidente de Utrecht adotou o nome de "Velha Igreja Católica" para se distinguir da recém-criada hierarquia romana por sua antiguidade na Holanda.
Em 1870, o Primeiro Concílio do Vaticano foi convocado, e os bispos da Igreja de Utrecht não foram convidados porque não eram vistos como estando em comunhão com a Santa Sé. No Primeiro Concílio do Vaticano, a supremacia papal na jurisdição e o dogma católico da infalibilidade papal foram definidos.
Várias comunidades separadas foram formadas nessa época e buscaram a sucessão apostólica do Arcebispo Católico Antigo de Utrecht, eventualmente formando a União de Utrecht das Igrejas Católicas Antigas, e essas comunidades de língua alemã adotaram o nome Católica Antiga. O cisma pôde continuar.

## Doutrina
Os velhos católicos acreditam que preservam a antiga doutrina católica através da adesão à "antiga fé católica". A prática de confissão privada caiu em desuso na maioria das áreas. Desde 1878, o clero católico antigo pode se casar a qualquer momento. Parece também que, no início do século XX, o jejum eucarístico foi abandonado, juntamente com a prática da adoração eucarística e a veneração dos santos.